# Henri Danoy
Henri Danoy, catalanizado, Enric Danoy i Bru (Saint-Laurent-de-la-Salanque 27 de enero de 1859 – 22 de agosto de 1928) fue un dramaturgo, profesor de idiomas, y lingüista francés.
Con su amigo Simon Siné creó un género de opereta rosellonesa. Su obra, sin valor literario, es un tesoro para los estudiosos de la lengua catalana. 

## Obra

### Encatalán
- Hast'à (sic) la Mort!. Imprimerie Barrière, Perpiñán, 1924

### Enfrancés
- La truffe noire et les truffières rationnelles dans le département du Vaucluse, contenant une préface sur la Mutualité Agricole par M.M Henry Danoy et Joseph Martin, propriétaire, Editorial Seguin, Avinyó, 1910

- La presa del (sic) Hort et les Mystères catalans, in Montanyes regalades II 19: 113–118, julio de 1917.

- Faune marine - Splendeurs de la Faune Marine, G. PETIT i P.-A. ROBERT,  ilustraciones : 32 en colores (67 especies) de P.-A. ROBERT y 45 dibujos de Enric Danoi, prefacio de A. PORTMANN, ed. Delachaux & Niestlé (colección Les beautés de la nature), 318 p. con anexos, Neuchâtel 1962.

### Enoccitano
- Esteleto, la fado di tourre d'Ate. Imprimerie Lanet, Ate, 1911

- Mouloun d'auvàri en sounetoun prouvençau. Imprimerie Lanet, Ate, 1912

- Garço m'acò dins lou Couloun. Imprimerie Lanet, Ate, 1912

- Embaumo!, Imprimerie Mistral, Cavalhon, 1921